# Acasă (film din 2006)
Acasă este un film românesc din 2007 regizat de Paul Negoescu. Rolurile principale au fost interpretate de actorii Marian Râlea și Gabriel Spahiu.

## Distribuție
- Marian Râlea — clientul
- Gabriel Spahiu — taximetristul
- Monica Mihăescu — soția
- Ana Covalciuc — fiica

## Primire
Filmul a fost vizionat de 1.478.290 de spectatori în cinematografele din România, după cum atestă o situație a numărului de spectatori înregistrat de filmele românești de la data premierei și până la data de 31 decembrie 2014 alcătuită de Centrul Național al Cinematografiei.